# کلیسای جامع سنت جیمز، ریگا
کلیسای جامع سنت جیمز (لتونیایی: Svētā Jēkaba katedrāle, آلمانی: Jakobskirche) یک کلیسای جامع کاتولیک رومی در ریگا، لتونی است. این کلیسا به یعقوب پسر زبدی اختصاص داده شده است. این ساختمان بخشی از وتسریگا، یک میراث جهانی یونسکو است.

## تاریخچه
ساختمان کلیسا در سال ۱۲۲۵ وقف شد. در اصل قرار نبود این ساختمان یک کلیسای جامع باشد زیرا کلیسای جامع ریگا آن وظیفه را داشت. در آغاز سدهٔ پانزدهم، کلیسای صلیب مقدس در جنوب کلیسای اولیهٔ گوتیک ساخته شد و بخشی از کلیسا به بازیلیکا تبدیل شد.
در سال ۱۵۲۲ در طول اصلاحات پروتستانی، این ساختمان دومین کلیسای لوتریانیست آلمانی‌زبان در ریگا شد. در سال ۱۵۲۳ نیز نخستین کلیسای لوتریانیست لتونیایی‌زبان شد.
در سال ۱۵۸۲، به عنوان بخشی از اصلاحات متقابل کاتولیک، هنگامی که ایشتوان باتوری از مشترک‌المنافع لهستان–لیتوانی کنترل ریگا را به دست آورد، این کلیسا به یسوعی‌ها داده شد. در سال ۱۶۲۱، پس از اشغال ریگا به دست گوستاو دوم آدولف، امپراتور سوئد، کلیسا به لوترن‌ها داده شد. در زمان‌های گوناگون، کلیسا به عنوان یک کلیسای لوترن سوئدی‌زبان، آلمانی‌زبان یا استونیایی‌زبان عمل می‌کرد. پس از اشغال شهر به دست روس‌ها در سال ۱۷۱۰، نام کلیسا به کلیسای تاج تغییر یافت، با این حال خدمات مذهبی به زبان آلمانی ادامه داشت. در سال ۱۸۱۲، از این کلیسا به عنوان انبار برای کیسه‌های آرد و دیگر منابع غذایی به دست سربازان ناپلئون استفاده شد.
پاپ ژان پل دوم در سال ۱۹۹۳ و پاپ فرانسیس در سال ۲۰۱۸ از کلیسای جامع بازدید کردند.

## نگارخانه

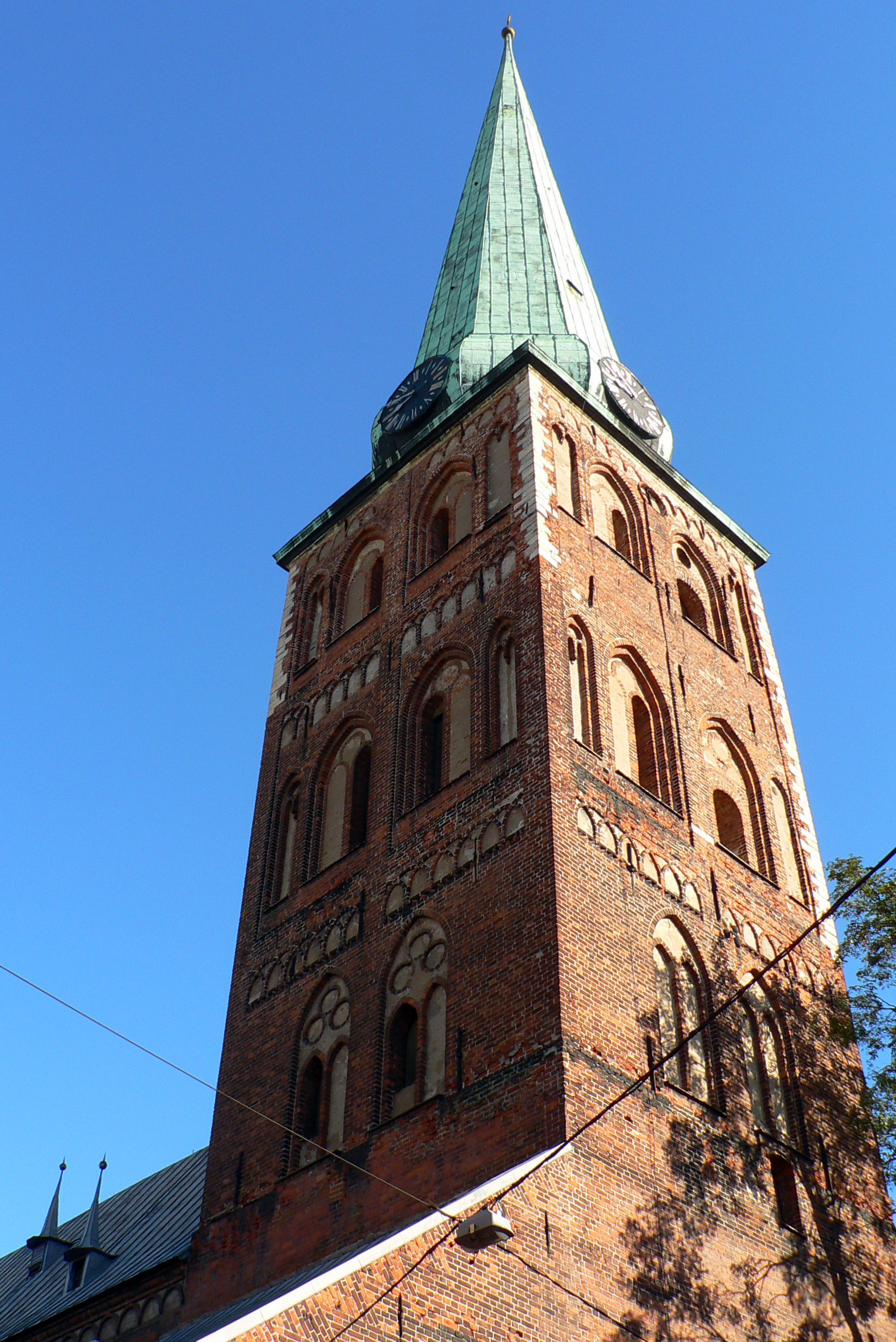
برج ساعت
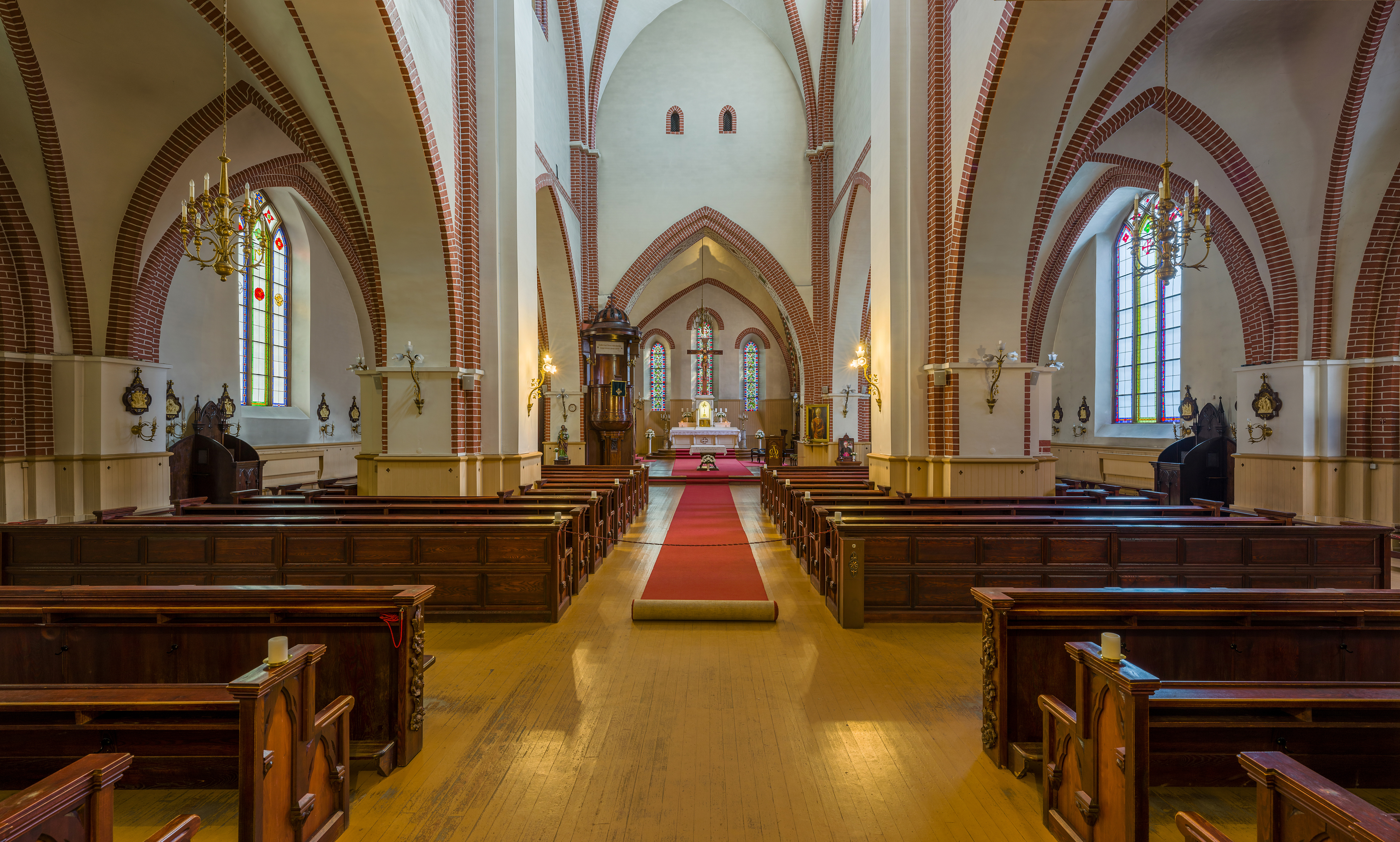
فضای داخلی کلیسای جامع
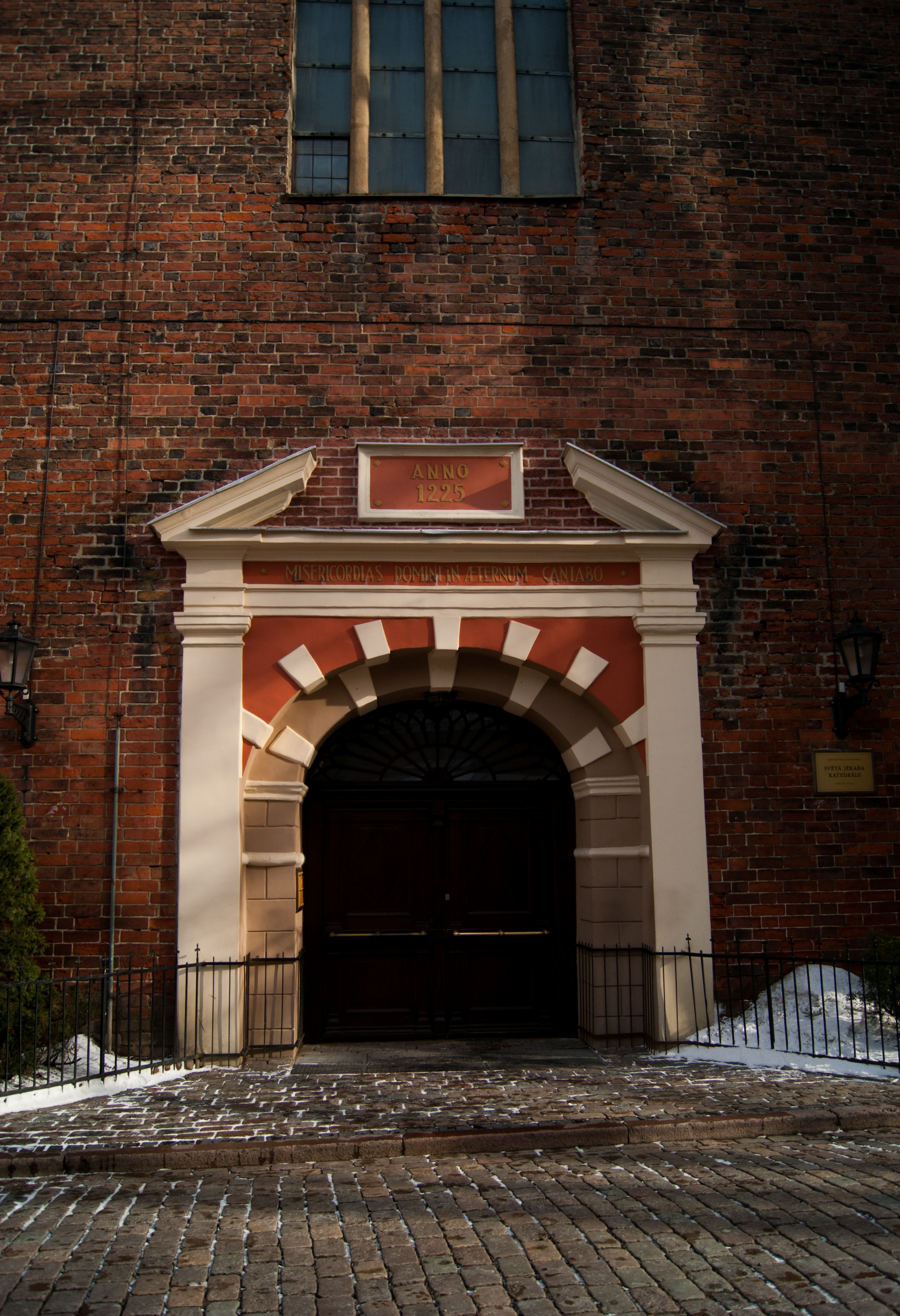
محراب اصلی
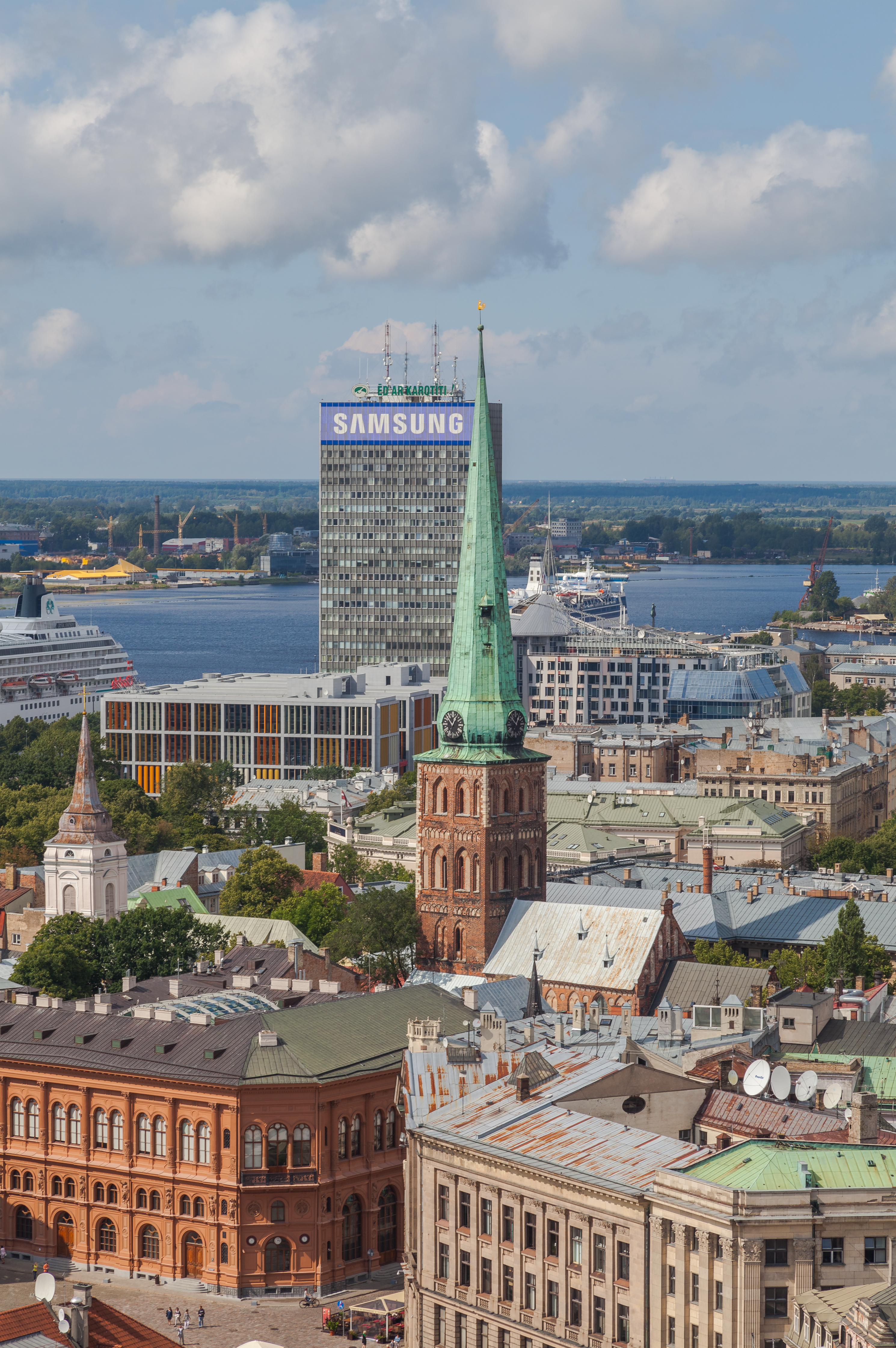
از برج کلیسای سنت پیتر